# تارشتدت
تارشتدت (به آلمانی: Taarstedt) یک شهر در آلمان است که در اشلسویگ-فلنسبورگ واقع شده‌است. تارشتدت ۸۷۶ نفر جمعیت دارد.